# کوین رینولدز (ورزشکار)
کوین رینولدز (انگلیسی: Kevin Reynolds؛ زادهٔ ۲۳ ژوئیهٔ ۱۹۹۰) اسکیت‌باز نمایشی اهل کانادا است.